# Symplocos pubescens
Symplocos pubescens là một loài thực vật có hoa trong họ Dung. Loài này được Klotzsch ex Benth. miêu tả khoa học đầu tiên năm 1839.